# Disney Channel (Moyen-Orient)
Disney Channel est une chaîne de télévision payante gérée en Europe appartenant à Disney Channels Worldwide, une unité de la division Direct-to-Consumer & International de The Walt Disney Company. Elle diffuse actuellement dans tous les pays de l'ex-Yougoslavie (Serbie, Croatie, Bosnie-Herzégovine, Slovénie, Macédoine du Nord, Monténégro et Kosovo), Albanie, Grèce, Moyen-Orient et Afrique. 
Lancée à l'origine le 2 avril 1997 en tant que chaîne réservée au Moyen-Orient, elle a commencé à se déployer dans d'autres pays à partir de 2005. Elle couvrait auparavant la Pologne et la Turquie avec leurs pistes audio respectives jusqu'en 2010 et 2012 respectivement, lorsque deux flux localisés ont été lancés pour ces pays.

## Histoire
La chaîne a été lancée le 2 avril 1997 sur le fournisseur satellite Orbit. Au début, il n'était disponible qu'en anglais, mais le 1er avril 1998, un flux arabe distinct a été ajouté. Les dessins animés ont été doublés en arabe, tandis que les émissions en direct et la plupart des films en direct étaient sous-titrés. Disney Channel Moyen-Orient a ensuite été repris par le fournisseur de satellite Showtime à l'automne 2001. La chaîne présentait les logos (ressemblant à la tête de Mickey Mouse) en deux versions (l'une avec le nom de la chaîne écrit en anglais et l'autre en arabe pour chaque flux) jusqu'en juin 2003 quand il a adopté le logo 2002 US Disney Channel.
La chaîne a été gérée par Disney Channel Asie à Singapour jusqu'en décembre 2004, date à laquelle, en raison d'une nouvelle stratégie marketing, elle a commencé à être gérée depuis le Royaume-Uni. Quelque part à cette époque, les flux arabe et anglais de la chaîne ont été fusionnés. En conséquence, le 3 janvier 2005, Disney Channel Moyen-Orient a commencé à diffuser simultanément Disney Channel Scandinavia, y compris son programme et les copies des séries et des films pour ce flux (modifié pour inclure également des crédits de doublage en arabe). Puis, en novembre/décembre 2005, Disney Channel Scandinavie et Moyen-Orient a commencé à ajouter des crédits de doublage à la série et aux films via des sous-titres.
Disney Channel Scandinavie et Moyen-Orient a commencé à devenir progressivement des flux individuels en 2006, à commencer par différentes rotations de films (qui deviennent de plus en plus différentes au fil du temps), mais cela n'a pas empêché le fournisseur de satellites arabe Orbit d'ajouter une piste audio suédoise au milieu. La nourriture de l'Est le 16 avril 2007 (qui a ensuite été retirée des années plus tard). Le fil du Moyen-Orient est devenu un réseau paneuropéen avec le lancement de la chaîne en Afrique subsaharienne le 25 septembre 2006, en Pologne le 2 décembre 2006, en Turquie le 29 avril 2007, dans les pays de l'ex-Yougoslavie et en Grèce le 7 novembre 2009.
À l'automne 2009, lorsque la séparation du flux de Disney Channel Scandinavia était terminée, le flux du Moyen-Orient (diffusé maintenant dans la majeure partie de la région EMEA) a commencé à partager des promotions et des événements avec Disney Channel Europe centrale et orientale.
Le 1er août 2010, la chaîne a cessé de diffuser en Pologne en raison du lancement d'un flux polonais localisé de Disney Channel.
Le 12 janvier 2012, Disney Channel EMEA a cessé de diffuser en Turquie avec le lancement d'un flux turc localisé du réseau.
La chaîne a adopté un nouveau logo et a subi un design de marque le 21 juillet 2014.  En 2015, Disney Channel EMEA a changé son format d'image de 4:3 à 16:9.
En 2017, un flux haute définition de la chaîne a été lancé. Une piste de sous-titres en arabe a été ajoutée pour la diffusion de séries d'action en direct en anglais, y compris les crédits, qui n'est pas disponible dans le flux SD.

## Programmation
- Agent K.C.
- Alex & Co
- Amphibia
- ANT Farm
- Bienvenue chez les Ronks !
- Binny et le Fantôme
- Camp Kikiwaka
- Coop et Cami
- Descendants : Génération méchants
- Disney Cookabout
- Frankie et Paige
- Gabby Duran, Baby-Sitter d'Extraterrestres
- Hannah Montana
- Jessie
- La Bande à Picsou
- La Cour de récré
- Les Bio-Teens
- Les Chroniques d'Evermoor
- Les Green à Big City
- Luz à Osville
- Mickey Mouse
- Miraculous : Les Aventures de Ladybug et Chat Noir
- Onze
- Phinéas et Ferb
- Raven
- Shake It Up
- Sidney au max
- Spider-Man
- Star Wars : Forces du destin
- Supa Strikas
- Tsum Tsum Shorts
- Une famille imprévisible
- Violetta

### Programmation ancienne
- Bonne chance Charlie
- Jonas L. A.
- Kim Possible
- La Vie de croisière de Zack et Cody
- Phénomène Raven
- Sketches à gogo !
- Sonny

### Programmation à venir
- Disney Fam Jam

### Films de Disney Channel

#### 2015
- Descendants
- Teen Beach Movie

#### 2016
- Babysitting Night

#### 2017
- Descendants 2

#### 2018
- Freaky Friday
- Zombies

#### 2019
- Descendants 3
- Kim Possible

#### 2020
- Zombies 2

#### À venir
- L'École de la magie